# Provinciefonds
Het Provinciefonds is een Nederlands begrotingsfonds, waaruit provincies worden gesubsidieerd. Het Rijk stopt jaarlijks een deel van haar belastingopbrengsten in het Provinciefonds.
Provincies ontvangen geld van het Rijk om hun taken uit te voeren. Een deel van dit geld komt uit het Provinciefonds en wordt uitgekeerd in de vorm van algemene uitkeringen. Provincies ontvangen naast de uitkering uit het Provinciefonds van het Rijk ook nog specifieke uitkeringen. Ook hebben zij nog eigen bronnen van inkomsten.
De uitkeringen uit het Provinciefonds zijn voor de provincies vrij besteedbaar. Provincies zijn, met inachtneming van de wet- en regelgeving, autonoom in het voeren van hun beleid bekostigd uit het Provinciefonds.

## Wettelijke basis
De Financiële-verhoudingswet uit 1897 is een Nederlandse formele wet waarin de financiële betrekkingen tussen het Rijk en provincies en gemeenten wordt geregeld. De wet werd in 1996 grondig herzien.

## Verdeelmaatstaven
De algemene uitkering uit het Provinciefonds die een provincie ontvangt is afhankelijk van
- het aantal inwoners;
- de oppervlakte van de provincie in vierkante kilometers;
- kilometers weglengte;
- de grootte van de watergebieden.

## Begroting 2010
Voor 2010 was de begroting voor het Provinciefonds zo'n € 1,302 miljard. Per inwoner bedraagt de uitkering per inwoner gemiddeld € 79 per jaar. Het uitkeren van het provinciefonds kost het Rijk € 100.000. Het fonds bestaat uit :
- de algemene uitkering € 1,250 miljard
- de integratieuitkeringen € 42,202 miljoen
- de decentralisatieuitkeringen € 9,833 miljoen